# Élections législatives de 2002 en Moselle
Les élections législatives françaises de 2002 se déroulent les 9 et 16 juin 2002. Dans le département de la Moselle, dix députés sont à élire dans le cadre de dix circonscriptions.

## Élus
| Circonscription | Député sortant      | Parti | Parti         | Député élu ou réélu | Parti | Parti |
| --------------- | ------------------- | ----- | ------------- | ------------------- | ----- | ----- |
| 1re             | Gérard Terrier      |       | PS            | François Grosdidier |       | UMP   |
| 2e              | Denis Jacquat       |       | UDF (PR)      | Denis Jacquat       |       | UMP   |
| 3e              | Marie-Jo Zimmermann |       | RPR           | Marie-Jo Zimmermann |       | UMP   |
| 4e              | Aloyse Warhouver    |       | Divers gauche | Alain Marty         |       | UMP   |
| 5e              | Gilbert Maurer      |       | PS            | Céleste Lett        |       | UMP   |
| 6e              | Roland Metzinger    |       | PS            | Pierre Lang         |       | UMP   |
| 7e              | André Berthol       |       | RPR           | André Berthol       |       | UMP   |
| 8e              | Jean-Marie Aubron   |       | PS            | Jean-Marie Aubron   |       | PS    |
| 9e              | Jean-Marie Demange  |       | RPR           | Jean-Marie Demange  |       | UMP   |
| 10e             | Michel Liebgott     |       | PS            | Michel Liebgott     |       | PS    |

## Résultats

### Résultats à l'échelle du département
| Parti                                       | Parti                                  | Premier tour | Premier tour | Second tour | Second tour | Sièges |
| Parti                                       | Parti                                  | Voix         | %            | Voix        | %           | Sièges |
| ------------------------------------------- | -------------------------------------- | ------------ | ------------ | ----------- | ----------- | ------ |
|                                             | Union pour un mouvement populaire      | 154 577      | 39,84        | 198 684     | 56,94       | 8      |
|                                             | Divers droite                          | 18 512       | 4,77         |             |             | 0      |
|                                             | Mouvement pour la France               | 4 560        | 1,18         | 0           |             |        |
|                                             | Union pour la démocratie française     | 2 526        | 0,65         | 0           |             |        |
|                                             | Majorité présidentielle                | 180 175      | 46,43        | 198 684     | 56,94       | 8      |
|                                             |                                        |              |              |             |             |        |
|                                             | Parti socialiste                       | 78 809       | 20,31        | 110 634     | 31,70       | 2      |
|                                             | Les Verts                              | 17 553       | 4,52         | 13 215      | 3,79        | 0      |
|                                             | Parti radical de gauche                | 14 633       | 3,77         | 17 170      | 4,92        | 0      |
|                                             | Parti communiste français              | 10 722       | 2,76         |             |             | 0      |
|                                             | Pôle républicain dont Divers gauche    | 6 788        | 1,75         | 0           |             |        |
|                                             | Gauche parlementaire                   | 128 505      | 33,12        | 141 019     | 40,41       | 2      |
|                                             |                                        |              |              |             |             |        |
|                                             | Front national                         | 54 759       | 14,11        | 9 248       | 2,65        | 0      |
|                                             | Extrême gauche dont LCR, LO et PT      | 9 354        | 2,41         |             |             | 0      |
|                                             | Divers écologiste dont MHAN, MÉI et GÉ | 8 056        | 2,08         | 0           |             |        |
|                                             | Mouvement national républicain         | 5 025        | 1,29         | 0           |             |        |
|                                             | Divers                                 | 2 162        | 0,56         | 0           |             |        |
|                                             |                                        |              |              |             |             |        |
| Inscrits                                    | Inscrits                               | 715 142      | 100,00       | 715 083     | 100,00      | 10     |
| Abstentions                                 | Abstentions                            | 318 211      | 44,5         | 349 742     | 48,91       |        |
| Votants                                     | Votants                                | 396 931      | 55,5         | 365 341     | 51,09       |        |
| Blancs et nuls                              | Blancs et nuls                         | 8 895        | 2,24         | 16 390      | 4,49        |        |
| Exprimés                                    | Exprimés                               | 388 036      | 97,76        | 348 951     | 95,51       |        |
| Source : Ministère de l'Intérieur - Moselle |                                        |              |              |             |             |        |

### Résultats par circonscription

#### Première circonscription (Metz-Ouest)
| Candidat       | Candidat                  | Parti            | Premier tour | Premier tour | Second tour | Second tour |  |
| Candidat       | Candidat                  | Parti            | Voix         | %            | Voix        | %           |  |
| -------------- | ------------------------- | ---------------- | ------------ | ------------ | ----------- | ----------- |  |
|                | François Grosdidier élu   | UMP              | 16 662       | 42,24        | 20 239      | 55,18       |  |
|                | Gérard Terrier sortant    | PS               | 11 211       | 28,42        | 16 441      | 44,82       |  |
|                | Françoise Grolet (simple) | FN               | 4 887        | 12,39        |             |             |  |
|                | Patrick Abate             | PCF              | 2 093        | 5,31         |             |             |  |
|                | Daniel Delrez             | Divers gauche    | 1 357        | 3,44         |             |             |  |
|                | Pascal Schmitt            | GÉ               | 601          | 1,52         |             |             |  |
|                | Fernand Beckrich          | LCR              | 499          | 1,26         |             |             |  |
|                | Thierry Schulz            | LO               | 476          | 1,21         |             |             |  |
|                | Francis Potier            | MNR              | 454          | 1,15         |             |             |  |
|                | Isabelle Dannet           | MÉI              | 405          | 1,03         |             |             |  |
|                | Didier Colin              | MPF              | 325          | 0,82         |             |             |  |
|                | Gisèle Sebag              | Pôle républicain | 259          | 0,66         |             |             |  |
|                | Béatrice Perrin           | PT               | 218          | 0,55         |             |             |  |
|                |                           |                  |              |              |             |             |  |
| Inscrits       | Inscrits                  | Inscrits         | 70 605       | 100,00       | 70 597      | 100,00      |  |
| Abstentions    | Abstentions               | Abstentions      | 30 440       | 43,11        | 32 650      | 46,25       |  |
| Votants        | Votants                   | Votants          | 40 165       | 56,89        | 37 947      | 53,75       |  |
| Blancs et nuls | Blancs et nuls            | Blancs et nuls   | 718          | 1,79         | 1 267       | 3,34        |  |
| Exprimés       | Exprimés                  | Exprimés         | 39 447       | 98,21        | 36 680      | 96,66       |  |

#### Deuxième circonscription (Metz-Sud)
| Candidat       | Candidat                        | Parti             | Premier tour | Premier tour | Second tour | Second tour |  |
| Candidat       | Candidat                        | Parti             | Voix         | %            | Voix        | %           |  |
| -------------- | ------------------------------- | ----------------- | ------------ | ------------ | ----------- | ----------- |  |
|                | Denis Jacquat sortant réélu     | UMP               | 15 143       | 37,15        | 21 427      | 58,36       |  |
|                | Marie-Thérèse Gansoinat-Ravaine | PS (Les Verts)    | 10 534       | 25,84        | 15 286      | 41,64       |  |
|                | Thierry Gourlot                 | FN                | 5 338        | 13,1         |             |             |  |
|                | Alain Hethener                  | Divers droite     | 4 685        | 11,49        |             |             |  |
|                | Jean-Luc L'Hôte                 | LCR               | 762          | 1,87         |             |             |  |
|                | Jean-Marie Nicolay              | MNR               | 689          | 1,69         |             |             |  |
|                | Danielle Bori                   | PCF               | 660          | 1,62         |             |             |  |
|                | Muguette Wehrung                | MPF               | 572          | 1,4          |             |             |  |
|                | Claude Boulangé                 | Pôle républicain  | 501          | 1,23         |             |             |  |
|                | Catherine Mielnikoff            | MÉI               | 453          | 1,11         |             |             |  |
|                | Gilbert Guillemin               | LO                | 414          | 1,02         |             |             |  |
|                | Véronique Martins               | GÉ                | 349          | 0,86         |             |             |  |
|                | Philippe Marechal               | Divers écologiste | 245          | 0,6          |             |             |  |
|                | Alain Jacquet                   | CPNT              | 209          | 0,51         |             |             |  |
|                | Albert Dal Pozzolo              | PT                | 206          | 0,51         |             |             |  |
|                |                                 |                   |              |              |             |             |  |
| Inscrits       | Inscrits                        | Inscrits          | 71 690       | 100,00       | 71 689      | 100,00      |  |
| Abstentions    | Abstentions                     | Abstentions       | 30 135       | 42,04        | 33 430      | 46,63       |  |
| Votants        | Votants                         | Votants           | 41 555       | 57,96        | 38 259      | 53,37       |  |
| Blancs et nuls | Blancs et nuls                  | Blancs et nuls    | 795          | 1,91         | 1 546       | 4,04        |  |
| Exprimés       | Exprimés                        | Exprimés          | 40 760       | 98,09        | 36 713      | 95,96       |  |

#### Troisième circonscription (Metz-Est)
| Candidat       | Candidat                            | Parti            | Premier tour | Premier tour | Second tour | Second tour |  |
| Candidat       | Candidat                            | Parti            | Voix         | %            | Voix        | %           |  |
| -------------- | ----------------------------------- | ---------------- | ------------ | ------------ | ----------- | ----------- |  |
|                | Marie-Jo Zimmermann sortante réélue | UMP              | 19 379       | 49,54        | 21 763      | 62,22       |  |
|                | Marie-Anne Isler-Béguin             | Les Verts (PS)   | 10 985       | 28,08        | 13 215      | 37,78       |  |
|                | Josyane Bettinger                   | FN               | 5 056        | 12,93        |             |             |  |
|                | Josiane Dussy                       | Pôle républicain | 692          | 1,77         |             |             |  |
|                | Sylvain Franz                       | MNR              | 690          | 1,76         |             |             |  |
|                | Michèle Him                         | MÉI              | 652          | 1,67         |             |             |  |
|                | Jacques Maréchal                    | PCF              | 600          | 1,53         |             |             |  |
|                | Étienne Hodara                      | LO               | 551          | 1,41         |             |             |  |
|                | Stéphane Terreaux                   | ND               | 349          | 0,89         |             |             |  |
|                | Sad Benkassem                       | IR               | 162          | 0,41         |             |             |  |
|                |                                     |                  |              |              |             |             |  |
| Inscrits       | Inscrits                            | Inscrits         | 69 538       | 100,00       | 69 536      | 100,00      |  |
| Abstentions    | Abstentions                         | Abstentions      | 29 651       | 42,64        | 33 246      | 47,81       |  |
| Votants        | Votants                             | Votants          | 39 887       | 57,36        | 36 290      | 52,19       |  |
| Blancs et nuls | Blancs et nuls                      | Blancs et nuls   | 771          | 1,93         | 1 312       | 3,62        |  |
| Exprimés       | Exprimés                            | Exprimés         | 39 116       | 98,07        | 34 978      | 96,38       |  |

#### Quatrième circonscription (Sarrebourg)
| Candidat       | Candidat                 | Parti               | Premier tour | Premier tour | Second tour | Second tour |  |
| Candidat       | Candidat                 | Parti               | Voix         | %            | Voix        | %           |  |
| -------------- | ------------------------ | ------------------- | ------------ | ------------ | ----------- | ----------- |  |
|                | Alain Marty élu          | UMP                 | 14 316       | 35,64        | 19 189      | 52,78       |  |
|                | Aloyse Warhouver sortant | PRG (PS, Les Verts) | 11 700       | 29,13        | 17 170      | 47,22       |  |
|                | Bernard Brion            | FN                  | 6 355        | 15,82        |             |             |  |
|                | Jean-Luc Chaigneau       | RPF                 | 3 213        | 8            |             |             |  |
|                | Marie-Thérèse Petitjean  | Divers droite       | 957          | 2,38         |             |             |  |
|                | Danièle Hanryon          | LO                  | 866          | 2,16         |             |             |  |
|                | Christine Bréchemier     | Pôle républicain    | 754          | 1,88         |             |             |  |
|                | Pierre Mouchot           | Divers écologiste   | 719          | 1,79         |             |             |  |
|                | Yvette Siegel            | GÉ                  | 408          | 1,02         |             |             |  |
|                | Jacques Alliot           | CPNT                | 330          | 0,82         |             |             |  |
|                | Simone Pierre            | MNR                 | 314          | 0,78         |             |             |  |
|                | Jean-Marie Caspard       | MPF                 | 231          | 0,58         |             |             |  |
|                |                          |                     |              |              |             |             |  |
| Inscrits       | Inscrits                 | Inscrits            | 67 943       | 100,00       | 67 935      | 100,00      |  |
| Abstentions    | Abstentions              | Abstentions         | 26 575       | 39,11        | 29 514      | 43,44       |  |
| Votants        | Votants                  | Votants             | 41 368       | 60,89        | 38 421      | 56,56       |  |
| Blancs et nuls | Blancs et nuls           | Blancs et nuls      | 1 205        | 2,91         | 2 062       | 5,37        |  |
| Exprimés       | Exprimés                 | Exprimés            | 40 163       | 97,09        | 36 359      | 94,63       |  |

#### Cinquième circonscription (Sarreguemines)
| Candidat       | Candidat               | Parti            | Premier tour | Premier tour | Second tour | Second tour |  |
| Candidat       | Candidat               | Parti            | Voix         | %            | Voix        | %           |  |
| -------------- | ---------------------- | ---------------- | ------------ | ------------ | ----------- | ----------- |  |
|                | Céleste Lett élu       | UMP              | 14 258       | 34,88        | 22 021      | 57,11       |  |
|                | Gilbert Maurer sortant | PS               | 11 068       | 27,08        | 16 536      | 42,89       |  |
|                | Daniel Zintz           | Divers droite    | 7 008        | 17,14        |             |             |  |
|                | Nathalie Pigeot        | FN               | 5 078        | 12,42        |             |             |  |
|                | Pierre Cristinelli     | MPF              | 1 506        | 3,68         |             |             |  |
|                | André Dartevelle       | Pôle républicain | 628          | 1,54         |             |             |  |
|                | Diane Bousset          | LO               | 524          | 1,28         |             |             |  |
|                | Pascal Logeard         | GÉ               | 473          | 1,16         |             |             |  |
|                | Denise Back            | MNR              | 332          | 0,81         |             |             |  |
|                |                        |                  |              |              |             |             |  |
| Inscrits       | Inscrits               | Inscrits         | 73 938       | 100,00       | 73 928      | 100,00      |  |
| Abstentions    | Abstentions            | Abstentions      | 32 009       | 43,29        | 33 659      | 45,53       |  |
| Votants        | Votants                | Votants          | 41 929       | 56,71        | 40 269      | 54,47       |  |
| Blancs et nuls | Blancs et nuls         | Blancs et nuls   | 1 054        | 2,51         | 1 712       | 4,25        |  |
| Exprimés       | Exprimés               | Exprimés         | 40 875       | 97,49        | 38 557      | 95,75       |  |

#### Sixième circonscription (Forbach)
| Candidat       | Candidat                 | Parti             | Premier tour | Premier tour | Second tour | Second tour |  |
| Candidat       | Candidat                 | Parti             | Voix         | %            | Voix        | %           |  |
| -------------- | ------------------------ | ----------------- | ------------ | ------------ | ----------- | ----------- |  |
|                | Pierre Lang élu          | UMP               | 16 639       | 46,80        | 19 801      | 62,02       |  |
|                | Roland Metzinger sortant | PS (Les Verts)    | 10 075       | 28,34        | 12 127      | 37,98       |  |
|                | Yves Karmann             | FN                | 5 923        | 16,66        |             |             |  |
|                | Michel Lévy              | Pôle républicain  | 925          | 2,60         |             |             |  |
|                | Nejima Abdellatif        | LO                | 474          | 1,33         |             |             |  |
|                | Maud Fontaine            | MNR               | 414          | 1,16         |             |             |  |
|                | Jonny Weinachter         | MPF               | 371          | 1,04         |             |             |  |
|                | Aurore Monnier           | GÉ                | 351          | 0,99         |             |             |  |
|                | Monique Arlaux           | Divers écologiste | 233          | 0,66         |             |             |  |
|                | Alfred Jung              | Divers droite     | 145          | 0,41         |             |             |  |
|                |                          |                   |              |              |             |             |  |
| Inscrits       | Inscrits                 | Inscrits          | 72 347       | 100,00       | 72 347      | 100,00      |  |
| Abstentions    | Abstentions              | Abstentions       | 36 062       | 49,85        | 39 208      | 54,19       |  |
| Votants        | Votants                  | Votants           | 36 285       | 50,15        | 33 139      | 45,81       |  |
| Blancs et nuls | Blancs et nuls           | Blancs et nuls    | 735          | 2,03         | 1 211       | 3,65        |  |
| Exprimés       | Exprimés                 | Exprimés          | 35 550       | 97,97        | 31 928      | 96,35       |  |

#### Septième circonscription (Saint-Avold)
| Candidat       | Candidat                    | Parti             | Premier tour | Premier tour | Second tour | Second tour |  |
| Candidat       | Candidat                    | Parti             | Voix         | %            | Voix        | %           |  |
| -------------- | --------------------------- | ----------------- | ------------ | ------------ | ----------- | ----------- |  |
|                | André Berthol sortant réélu | UMP               | 17 468       | 43,63        | 22 792      | 71,14       |  |
|                | Jean-Philippe Wagner        | FN                | 7 292        | 18,21        | 9 248       | 28,86       |  |
|                | Brigitte Renn               | Les Verts         | 6 568        | 16,41        |             |             |  |
|                | Marc Boyer                  | PRG               | 2 933        | 7,33         |             |             |  |
|                | Jean-Paul Mantout           | Divers droite     | 1 494        | 3,73         |             |             |  |
|                | Jérôme Denolle              | MNR               | 905          | 2,26         |             |             |  |
|                | Hervé Hocquet               | MPF               | 781          | 1,95         |             |             |  |
|                | Gilbert Poirot              | LCR               | 691          | 1,73         |             |             |  |
|                | Pascal Grimont              | LO                | 599          | 1,5          |             |             |  |
|                | Ouheda Hamza                | Pôle républicain  | 359          | 0,9          |             |             |  |
|                | Stéphane Salazar            | MHAN              | 296          | 0,74         |             |             |  |
|                | Isabelle Levée              | GÉ                | 278          | 0,69         |             |             |  |
|                | Xavier Picot                | MÉI               | 257          | 0,64         |             |             |  |
|                | Roger Maréchal              | Divers écologiste | 112          | 0,28         |             |             |  |
|                |                             |                   |              |              |             |             |  |
| Inscrits       | Inscrits                    | Inscrits          | 76 858       | 100,00       | 76 856      | 100,00      |  |
| Abstentions    | Abstentions                 | Abstentions       | 35 584       | 46,3         | 41 532      | 54,04       |  |
| Votants        | Votants                     | Votants           | 41 274       | 53,7         | 35 324      | 45,96       |  |
| Blancs et nuls | Blancs et nuls              | Blancs et nuls    | 1 241        | 3,01         | 3 284       | 9,3         |  |
| Exprimés       | Exprimés                    | Exprimés          | 40 033       | 96,99        | 32 040      | 90,7        |  |

#### Huitième circonscription (Fameck)
| Candidat       | Candidat                        | Parti            | Premier tour | Premier tour | Second tour | Second tour |  |
| Candidat       | Candidat                        | Parti            | Voix         | %            | Voix        | %           |  |
| -------------- | ------------------------------- | ---------------- | ------------ | ------------ | ----------- | ----------- |  |
|                | Jean Kiffer                     | UMP              | 15 941       | 39,68        | 18 554      | 49,29       |  |
|                | Jean-Marie Aubron sortant réélu | PS (Les Verts)   | 14 219       | 35,39        | 19 089      | 50,71       |  |
|                | Régine Kolb                     | FN               | 5 778        | 14,38        |             |             |  |
|                | Gilbert Pexoto                  | PCF              | 862          | 2,15         |             |             |  |
|                | Patrick Casali                  | MÉI              | 837          | 2,08         |             |             |  |
|                | Annick Jolivet                  | LO               | 772          | 1,92         |             |             |  |
|                | Victor-Robert Villa             | MPF              | 524          | 1,3          |             |             |  |
|                | Brigitte Mijailovic             | Pôle républicain | 468          | 1,16         |             |             |  |
|                | Michel Jakubczyk                | PT               | 390          | 0,97         |             |             |  |
|                | Brigitte Teto                   | MNR              | 384          | 0,96         |             |             |  |
|                |                                 |                  |              |              |             |             |  |
| Inscrits       | Inscrits                        | Inscrits         | 72 226       | 100,00       | 72 213      | 100,00      |  |
| Abstentions    | Abstentions                     | Abstentions      | 31 179       | 43,17        | 33 190      | 45,96       |  |
| Votants        | Votants                         | Votants          | 41 047       | 56,83        | 39 023      | 54,04       |  |
| Blancs et nuls | Blancs et nuls                  | Blancs et nuls   | 872          | 2,12         | 1 380       | 3,54        |  |
| Exprimés       | Exprimés                        | Exprimés         | 40 175       | 97,88        | 37 643      | 96,46       |  |

#### Neuvième circonscription (Thionville)
| Candidat       | Candidat                         | Parti            | Premier tour | Premier tour | Second tour | Second tour |  |
| Candidat       | Candidat                         | Parti            | Voix         | %            | Voix        | %           |  |
| -------------- | -------------------------------- | ---------------- | ------------ | ------------ | ----------- | ----------- |  |
|                | Jean-Marie Demange sortant réélu | UMP              | 18 677       | 49,69        | 20 789      | 60,62       |  |
|                | Bertrand Mertz                   | PS               | 10 729       | 28,54        | 13 503      | 39,38       |  |
|                | Monique Stutz                    | FN               | 3 851        | 10,25        |             |             |  |
|                | Lionel Bieder                    | Divers droite    | 1 010        | 2,69         |             |             |  |
|                | Christelle Schaffner             | PCF              | 828          | 2,2          |             |             |  |
|                | Éric Lemaitre                    | MÉI              | 750          | 2            |             |             |  |
|                | Catherine Lainez                 | LCR              | 561          | 1,49         |             |             |  |
|                | Marc Grosse                      | MNR              | 354          | 0,94         |             |             |  |
|                | Pascal Lajugie                   | Pôle républicain | 351          | 0,93         |             |             |  |
|                | André Jacques                    | RCF              | 273          | 0,73         |             |             |  |
|                | José Arias Ortega                | PT               | 203          | 0,54         |             |             |  |
|                |                                  |                  |              |              |             |             |  |
| Inscrits       | Inscrits                         | Inscrits         | 70 980       | 100,00       | 70 977      | 100,00      |  |
| Abstentions    | Abstentions                      | Abstentions      | 32 684       | 46,05        | 35 645      | 50,22       |  |
| Votants        | Votants                          | Votants          | 38 296       | 53,95        | 35 332      | 49,78       |  |
| Blancs et nuls | Blancs et nuls                   | Blancs et nuls   | 709          | 1,85         | 1 040       | 2,94        |  |
| Exprimés       | Exprimés                         | Exprimés         | 37 587       | 98,15        | 34 292      | 97,06       |  |

#### Dixième circonscription (Hayange)
| Candidat       | Candidat                      | Parti               | Premier tour | Premier tour | Second tour | Second tour |  |
| Candidat       | Candidat                      | Parti               | Voix         | %            | Voix        | %           |  |
| -------------- | ----------------------------- | ------------------- | ------------ | ------------ | ----------- | ----------- |  |
|                | Michel Liebgott sortant réélu | PS (Les Verts, PRG) | 10 973       | 31,96        | 17 652      | 59,31       |  |
|                | Marie-Louise Kuntz            | UMP                 | 6 094        | 17,75        | 12 109      | 40,69       |  |
|                | Luc Corradi                   | PCF                 | 5 679        | 16,54        |             |             |  |
|                | Guy Alexandre                 | FN                  | 5 201        | 15,15        |             |             |  |
|                | Pascal Peiffert               | UDF                 | 2 526        | 7,36         |             |             |  |
|                | Bernard Thierry               | LO                  | 845          | 2,46         |             |             |  |
|                | Élisabeth Leroy               | Divers              | 678          | 1,97         |             |             |  |
|                | Françoise Elcheroth           | MÉI                 | 637          | 1,86         |             |             |  |
|                | Rachid Bahloul                | Pôle républicain    | 494          | 1,44         |             |             |  |
|                | Virginie Barlemont            | MNR                 | 489          | 1,42         |             |             |  |
|                | Françoise Kral                | PT                  | 303          | 0,88         |             |             |  |
|                | José Cita                     | MPF                 | 250          | 0,73         |             |             |  |
|                | Agnès Farkas                  | Divers              | 161          | 0,47         |             |             |  |
|                |                               |                     |              |              |             |             |  |
| Inscrits       | Inscrits                      | Inscrits            | 69 017       | 100,00       | 69 005      | 100,00      |  |
| Abstentions    | Abstentions                   | Abstentions         | 33 892       | 49,11        | 37 668      | 54,59       |  |
| Votants        | Votants                       | Votants             | 35 125       | 50,89        | 31 337      | 45,41       |  |
| Blancs et nuls | Blancs et nuls                | Blancs et nuls      | 795          | 2,26         | 1 576       | 5,03        |  |
| Exprimés       | Exprimés                      | Exprimés            | 34 330       | 97,74        | 29 761      | 94,97       |  |